# Горсько-Село
Го́рсько-Се́ло (болг. Горско село) — село в Тирговиштській області Болгарії. Входить до складу общини Омуртаг.

## Населення
За даними перепису населення 2011 року у селі проживали 142 особи, з них 137 осіб (99,3%) — турки.
Розподіл населення за віком у 2011 році:
Динаміка населення: